# Lalgudi
Lalgudi är en ort i Indien.   Den ligger i distriktet Tiruchchirāppalli och delstaten Tamil Nadu, i den södra delen av landet, 2 000 km söder om huvudstaden New Delhi. Lalgudi ligger 66 meter över havet och antalet invånare är 20 916.
Terrängen runt Lalgudi är mycket platt. Runt Lalgudi är det tätbefolkat, med 427 invånare per kvadratkilometer. Närmaste större samhälle är Tiruchirappalli, 14,9 km väster om Lalgudi. Trakten runt Lalgudi består till största delen av jordbruksmark.